# Mathias Hansen
Mathias Lykke Hansen (født 22. juni 1984) er en dansk fodboldspiller, der bl.a. har repræsentet Vejle Boldklub.

## Karriere
Mathias har spillet i Vejle Boldklub siden drengeårene. Her stod det hurtigt klart, at man havde at gøre med et stort talent. Mathias Hansen fik således debut på klubbens bedste hold allerede som 19-årig og spillede i perioden 2000-2003 flere kampe på de danske ungdomslandshold.
Siden er det gået noget ned af bakke for Mathias Hansen, der ikke for alvor har slået igennem på Vejle Boldklubs førstehold, når han har fået chancen.
I april 2008 fik Mathias Hansen ophævet sin kontrakt med Vejle Boldklub.